# Rubus croceacanthus
Rubus croceacanthus är en rosväxtart som beskrevs av Lév.. Rubus croceacanthus ingår i släktet rubusar, och familjen rosväxter. Utöver nominatformen finns också underarten R. c. glandulosocalycinus.